# بالا تپه مرنی
بالا تپه مرنی مربوط به هزاره ۱- دوران‌های تاریخی پس از اسلام است و در شهرستان نمین، بخش آبی بیگلو، روستای مرنی واقع شده و این اثر در تاریخ ۱۰ دی ۱۳۸۱ با شمارهٔ ثبت ۶۶۹۳ به‌عنوان یکی از آثار ملی ایران به ثبت رسیده است.